# 벤 (프로게이머)
벤(본명: 남동현, 1995년 4월 24일 ~ )은 대한민국의 전직 리그 오브 레전드 프로게이머이다. 선수 시절 아이디는 Ben이며 포지션은 서포터였다.

## 선수 시절
2016년 7월, 인빅투스 게이밍에 입단하면서 프로 커리어를 시작했다. 서머 시즌 팀의 서브 선수로 활동했다.
2017시즌을 앞두고 팀 WE에 입단했다. 스프링 시즌 팀의 주전으로 활동하면서 팀의 리그 우승에 기여했다. 스프링 시즌 우승우로 리그 오브 레전드 미드 시즌 인비테이셔널 2017에 참가했다. MSI에서는 팀의 4강 진출에 기여했다. 서머 시즌에서도 주전으로 활동하면서 팀의 포스트시즌 진출에 기여했다. 리프트 라이벌즈 2017에 참가했으며 LPL의 우승에 기여했다. 리그 오브 레전드 월드 챔피언십 2017에서도 팀의 4강 진출에 기여했다.
2018시즌에는 팀의 서브 선수로 활동했다.
2019시즌을 앞두고 탑 e스포츠에 입단했다. 2019시즌 팀의 주전 서포터로 활동했다.
2020시즌을 앞두고 아프리카 프릭스에 입단했다. 스프링 시즌에서는 젤리에게 밀려서 출전을 기록하지 못했다. 서머 시즌에서는 팀의 주전으로 도약했다.
2020시즌 종료 후 현역 은퇴를 선언했다.

## 소속팀
| # | 팀명            | 소속 기간             | 소속 리그 | 비고 |
| - | --------------- | --------------------- | --------- | ---- |
| 1 | 인빅투스 게이밍 | 2016.07~2016.12.17    | LPL       |      |
| 2 | 팀 WE           | 2016.12.17~2018.11.19 | LPL       |      |
| 3 | 탑 e스포츠      | 2018.11.28~2019.12.16 | LPL       |      |
| 4 | 아프리카 프릭스 | 2019.12.19~2020.11.17 | LCK       |      |

## 수상 내역
- 리그 오브 레전드 프로리그 스프링 2017 우승
- 리그 오브 레전드 미드 시즌 인비테이셔널 2017 4강
- 리프트 라이벌즈 2017 우승
- 리그 오브 레전드 월드 챔피언십 2017 4강
- 2019 LoL KeSPA컵 울산 우승